# 马达图库拉姆
马达图库拉姆（Madathukulam），是印度泰米尔纳德邦Coimbatore县的一个城镇。总人口20212（2001年）。

## 人口
该地2001年总人口20212人，其中男性10288人，女性9924人；0—6岁人口2061人，其中男1050人，女1011人；识字率70.10%，其中男性为77.77%，女性为62.15%。